# Ocotea uxpanapana
Ocotea uxpanapana är en lagerväxtart som beskrevs av T. Wendt & H. van der Werff. Ocotea uxpanapana ingår i släktet Ocotea och familjen lagerväxter. Inga underarter finns listade i Catalogue of Life.